# Шатерникова, Марианна Сергеевна
Марианна Сергеевна Шатерникова (22 октября 1934, Москва, СССР — 7 ноября 2018, Пасадина, США) — советский киновед, педагог, переводчик. Кандидат искусствоведения (1966).

## Биография
Родилась 22 октября 1934 года в Москве. Отец – режиссёр Сергей Юткевич, мать – актриса Нина Шатерникова.
В 1957 году окончила Московский педагогический институт иностранных языков, в 1966 году — аспирантуру Всесоюзного государственного института кинематографии, защитив диссертацию на соискание учёной степени кандидата искусствоведения по теме «Новые тенденции в построении сюжета современного киносценария».
В качестве переводчика участвовала в съёмках первого советско-индийского фильма «Хождение за три моря» (1957) и советско-британско-итальянской «Красной палатки» (1969).
В 1969—1974 годах работала младшим научным сотрудником сектора кино Института истории искусств Министерства культуры СССР. В 1974—1975 годах — старший научный сотрудник, в 1975—1982 годах — исполняющая обязанности заведующего сектором Научно-исследовательского института теории и истории кино Госкино СССР (с 1980 года — Всесоюзный научно-исследовательский институт киноискусства), в 1982—1992 годах — заведующая сектором кино капиталистических стран Научно-исследовательского института киноискусства. В 1977 году вступила в КПСС. 
Выступала в печати с 1962 года. Автор ряда статей и книг по вопросам советского и зарубежного кинематографа. Публиковалась в журналах «Советский экран», «Искусство кино», «Киноведческие записки». Была составителем сборников «Мифы и реальность. Зарубежное кино сегодня». Вела на Центральном телевидении передачу «Киноленты прошлых лет».
В 1964—1990 годах преподавала на сценарно-киноведческом факультете ВГИКа.
В 1989–1991 годах в её переводе вышли детективы Рэймонда Чандлера «Горячий ветер», «Свидетель» и «Долгое прощание».
С 1992 года жила в Пасадине. Преподавала историю кино в Калифорнийском университете в Санта-Барбаре. Была кинообозревателем мэрилендского журнала «Чайка», а затем и лос-анджелесской газеты «Панорама». 
Умерла после тяжёлой непродолжительной болезни 7 ноября 2018 года в калифорнийском хосписе.

### Семья
- Единокровная сестра — Наталья Сергеевна Юткевич, редактор.
- Первый муж — Левон Кочарчян (1930—1970), кинорежиссёр.
- Второй муж — Владимир Грушевский.
- Третий муж — Джек Пински.